# John "Long-John" Nilsson
John Oskar Emanuel Nilsson, kallad Long-John, född 27 april 1908 i Örgryte, död 1 december 1987 i Oscar Fredriks församling i Göteborg, var en svensk fotbollsspelare.
Nilsson blev allsvensk skyttekung säsongen 1930/31 då han även vann SM-guld med Gais.

## Fotbollskarriär
Nilsson spelade för Gais i Allsvenskan 1929–1933 samt 1936–1937. Säsongen 1930/31 då Gais blev svenska mästare vann Nilsson dessutom skytteligan med 26 gjorda mål. Mellan perioderna i Gais bytte han stad och spelade för AIK. Under sin karriär hann han spela 109 allsvenska matcher (78 för Gais och 31 för AIK) samt göra 86 mål (68 för Gais och 18 för AIK).
Nilsson gjorde under 1932 två landskamper. I en match mot Österrike i juli 1932 gjorde han två mål och i september mot Litauen gjorde han fyra mål inom loppet av 16 minuter i andra halvlek.

## Privatliv
Nilsson är begravd på Kvibergs kyrkogård i Göteborg. Han var äldre bror till Bertil "Lill-John" Nilsson, som gjorde en handfull matcher för Gais i allsvenskan.